# シイノミミミガイ

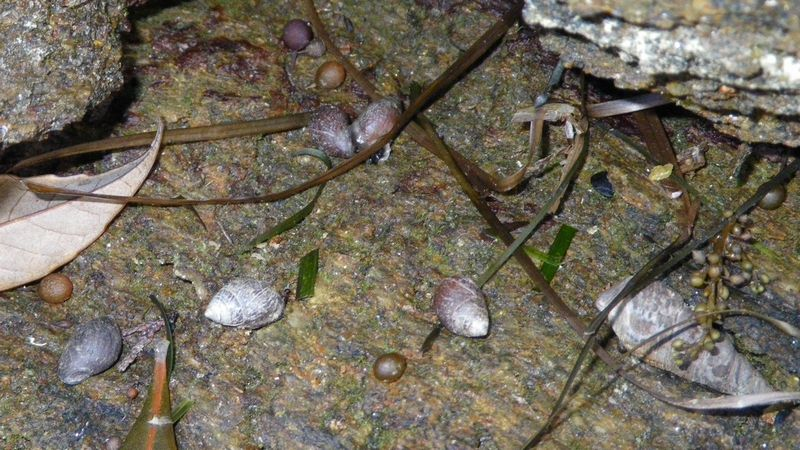
石垣の隙間で活動する

シイノミミミガイ（椎の実耳貝）、学名 Cassidula plecotrematoides は、有肺目オカミミガイ科に分類される巻貝の一種。南日本を含む東アジアの熱帯・亜熱帯域に分布し、転石や石垣からなる内湾の海岸に生息する。
日本産は2亜種に分類されており、九州・四国・本州南部産はシイノミミミガイ C. p. japonica、奄美大島以南の熱帯インド太平洋産はヒゲマキシイノミミミガイ C. p. plecotrematoidesとされている。

## 特徴
成貝は殻長10mm前後。貝殻は殻頂が尖る水滴形で、和名通りシイの実（ドングリ）に似る。縫合（巻きの繋ぎ目）の下にごく細い螺溝が数本走るが、殻の表面はほぼ平滑である。色は弱い光沢がある赤褐色や紫褐色だが、黄褐色の個体もいる。成貝は殻口外縁が肥厚し、殻底方向へも張り出す。殻口に突き出る歯は、内側に3個（内唇2・軸唇1）・外側に1-2個ある。殻底に臍孔はないが、周囲の縫帯が盛り上がる。若い個体は螺塔が短毛に覆われ、殻口外縁が肥厚していない。和名の「ミミ」は、殻口の形状がヒトの耳たぶに似ることに由来する。
亜種シイノミミミガイのタイプ産地は長崎県で、分布域は太平洋側は三浦半島以南・日本海側は山口県以南である。基亜種ヒゲマキシイノミミミガイは熱帯インド太平洋沿岸に広く分布する。
内湾の転石海岸や古い石垣護岸に生息し、転石下や石垣の奥の暗く湿った部分に潜む。基亜種ヒゲマキシイノミミミガイはマングローブにも生息する。同所的にはウミニナ、フトヘナタリ、イシダタミ、タマキビ、アマガイ、カクベンケイガニ、フタバカクガニ、フナムシなど多くの生物が見られるが、本種は満潮線付近だけに見られ、他の生物に比べると帯状分布の範囲が狭い。さらに暗い場所に潜んでいるため、生息状況が掴みにくい種類でもある。

## 人間との関わり
- シイノミミミガイ C. p. japonica
絶滅危惧I類 (CR+EN)（環境省レッドリスト）
  - 県別レッドリスト
    - 絶滅危惧I類 - 三重県・香川県・愛媛県・佐賀県・福岡県・長崎県・熊本県・鹿児島県
    - 準絶滅危惧 - 徳島県
    - 情報不足 - 静岡県

  - 条例による捕獲等の規制
    - 「長崎県未来環境条例」が指定する「希少野生動植物種」 - 2009年[4]

- ヒゲマキシイノミミミガイ C. p. plecotrematoides
準絶滅危惧（NT）（環境省レッドリスト）

内湾の石垣護岸に多く生息するが、日本では20世紀後半頃から隙間のないコンクリート護岸への改修が進み、本種の生息地が激減してしまった。南西諸島のヒゲマキシイノミミミガイは比較的多産するが、九州以北のシイノミミミガイは生息地が少なく危機的状況にあるとされている。